# Renbetesfjäll

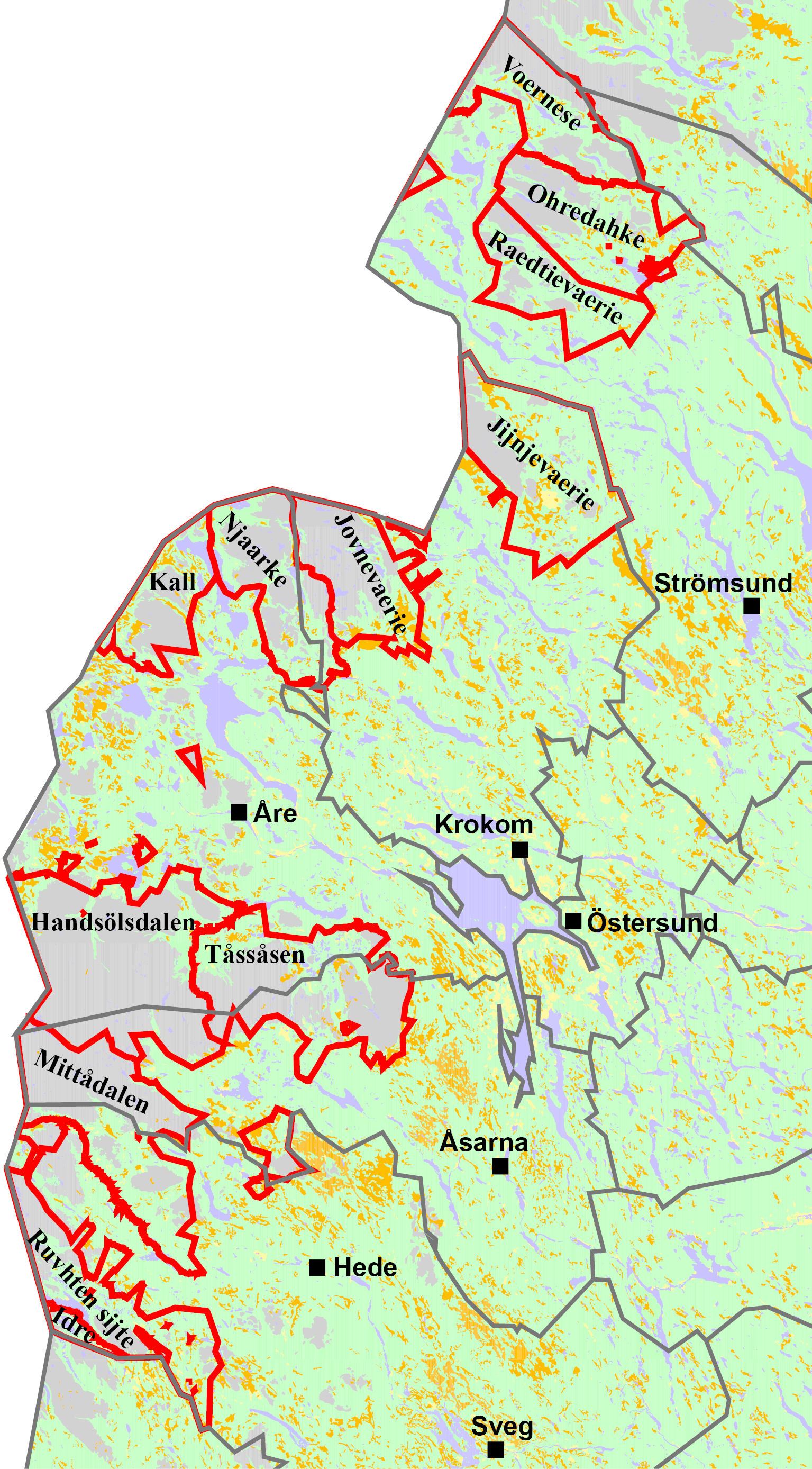
Renbetesfjällen i Jämtlands län med namnen på de samebyar som har året-runt-marker inom respektive fjäll. Gränserna kommer från offentliga data som finns tillgängliga på länsstyrelsernas Geodataportal (Sametinget).

Renbetesfjäll är den term som används för att beteckna rennäringens året-runt-marker i Jämtlands län i bland annat rennäringslagen (1971:437).  Områdena avgränsades i samband med avvittringen, som i Jämtland och Härjedalen genomfördes under perioden 1821–1871. Utgångspunkten för renbetesfjällen var skattefjällen, det vill säga de områden som innehades av samer och som noterades i skattelängderna för lappskatt från 1600-talet och framåt. De motsvarar således de lappskatteland som fanns i Lappland. Under avvittringen inskränktes dock rennäringens områden betydligt, varför de nuvarande renbetesfjällen är mindre än de äldre skattefjällen.
Renbetesfjällen utgör rennäringens året-runt-marker i Jämtland och Härjedalen, på samma sätt som området ovan odlingsgränsen är fjällrenskötselns året-runt-marker i Lappland (3 §). Även i fråga om upplåtelser av jakt- och fiskerättigheter gäller samma föreskrifter som i området ovanför odlingsgränsen, nämligen att detta endast får ske om det inte medför olägenheter för renskötseln (32 §), samt att ersättning för upplåtelser utgår till Samefonden och berörd sameby (34 §). Även i fråga om renskötares ersättningsskyldighet för skada som renar gör på trädgårdar och odlingar är renbetesfjällen jämställda med området ovanför odlingsgränsen, på så sätt att den tid då detta gäller sträcker sig från juni till augusti  (90 §). I vissa andra avseenden jämställs renbetesfjällen i stället med lappmarkerna, det vill säga landskapet Lappland. Detta gäller rätten för medlemmar i samebyar att på statens nuvarande eller tidigare marker ta virke till en anläggning eller byggnad som behövs för renskötselns behov (17 §). Samebymedlemmarna har också samma rätt på renbetesfjällen som i lappmarkerna att jaga och fiska på utmark (25 §).

## Före första rennäringslagen
Kommitterade för den inhemska lappfrågans behandling utarbetade ett förslag till en svensk rennäringslag. Kommittén lät upprätta en karta över samernas skattefjäll som trycktes 1883. Den första rennäringslagen trädde i kraft 1889 i Jämtlands län. Fram till dess existerade följande skattefjäll.
| Socken             | Renbetesfjäll                    | Tunnland | Avvittring |
| ------------------ | -------------------------------- | -------- | ---------- |
| Föllinge socken    | Gåxsjöfjäll                      | 71 607   | 1854.11.16 |
| Föllinge socken    | Murfjäll                         | 83 673   | 1854.11.16 |
| Föllinge socken    | Vinklumpfjäll                    | 55 259   | 1854.11.16 |
| Föllinge socken    | Blåsjöfjäll                      | 29 672   | 1847.10.20 |
| Frostvikens socken | Badstugunäs skattefjäll          | 109 104  | 1847.10.20 |
| Frostvikens socken | Klumpvattnets skattefjäll        | 134 662  | 1847.10.20 |
| Frostvikens socken | Millerstskogs skattefjäll        | 126 226  | 1847.10.20 |
| Frostvikens socken | Orrnäs skattefjäll               | 108 070  | 1847.10.20 |
| Ovikens socken     | Tåssås och Hundhögs skattefjäll  | 179 604  | 1856.09.13 |
| Hallens socken     | Sällsjö skattefjäll              | 28 689   | 1856.09.13 |
| Undersåkers socken | Bunner och Täverdals skattefjäll | 155 081  | 1856.09.13 |
| Undersåkers socken | Tranris och Hittings skattefjäll | 105 262  | 1856.09.13 |
| Undersåkers socken | Anarisets skattefjäll            | 43 226   | 1856.09.13 |
| Kalls socken       | Sösjö skattefjäll                | 86 600   | 1851.03.31 |
| Kalls socken       | Kolås- och Skäckerfjäll          | 51 193   | 1851.03.31 |
| Åre socken         | Blåskallfjäll                    | 3 705    | 1851.03.31 |
| Offerdals socken   | Sten- och Ansättfjäll            | 68 327   | 1852.06.25 |
| Offerdals socken   | Grubbdalsfjäll                   | 41 150   | 1852.06.25 |
| Offerdals socken   | Oldfjäll                         | 53 153   | 1852.06.25 |
| Hede socken        | Särvfjället                      | 12 922   | 1855.12.18 |
| Hede socken        | Mittådalens skattefjäll          | 170 587  | 1855.12.18 |
| Hede socken        | Skärvaxdalens skattefjäll        | 170 587  | 1855.12.18 |
| Hede socken        | Ljungris skattefjäll             | 170 587  | 1855.12.18 |
| Tännäs socken      | Rutfjället                       | 84 540   | 1855.12.18 |
| Tännäs socken      | Grönfjället                      | 10 554   | 1855.12.18 |